# سكالا
سكالا ((باليونانية: Σκάλα)‏) هي مدينة وبلدية سابقة في لاكونيا، البيلوبونيز، اليونان. منذ إصلاح الحكومة المحلية في عام 2011، أصبحت جزء من بلدية يوروتاس (Evrotas (municipality))، التي هي المركز والوحدة البلدية. تبلغ مساحة الوحدة البلدية 143.945 كم مربع. السكان 5,933 (2011). تشتهر سكالا بإنتاجها الأغذية العضوية ووجود تاجر الجملة الأغذية العضوية ستافروس دارموس مع شركته Silver Leaf.

## الأشخاص المميزون
- تريسي سبيريداكوس ممثلة